# Lago Guajataca
Lago Guajataca es un embalse ubicado entre los municipios de San Sebastián, Quebradillas e Isabela, en el Estado libre asociado de Puerto Rico. Este lago artificial fue creado en 1929.
El lago recibe el flujo desde el río Guajataca y se puede utilizar para la pesca. El embalse abastece de agua a los habitantes del noroeste de Puerto Rico. Es también donde se ubica al Campamento Guajataka, el principal lugar en la isla para los campamentos de los Boy Scouts de América. La zona del lago es 10 grados más fría que el resto de la isla y ofrece oportunidades durante todo el año y actividades recreativas al aire libre como la pesca de róbalo, tilapia y bagre, kayak, observación de la naturaleza y relajación en general.
El nombre del lago proviene de la zona donde se encuentra: Guajataca, a veces escrito. El nombre viene de la palabra taína para la zona del noroeste de Puerto Rico. El río Guajataca, también lleva ese nombre. Detalles de las características morfométricas y ambientales del embalse Guajataca se pueden ver en